# Corwen

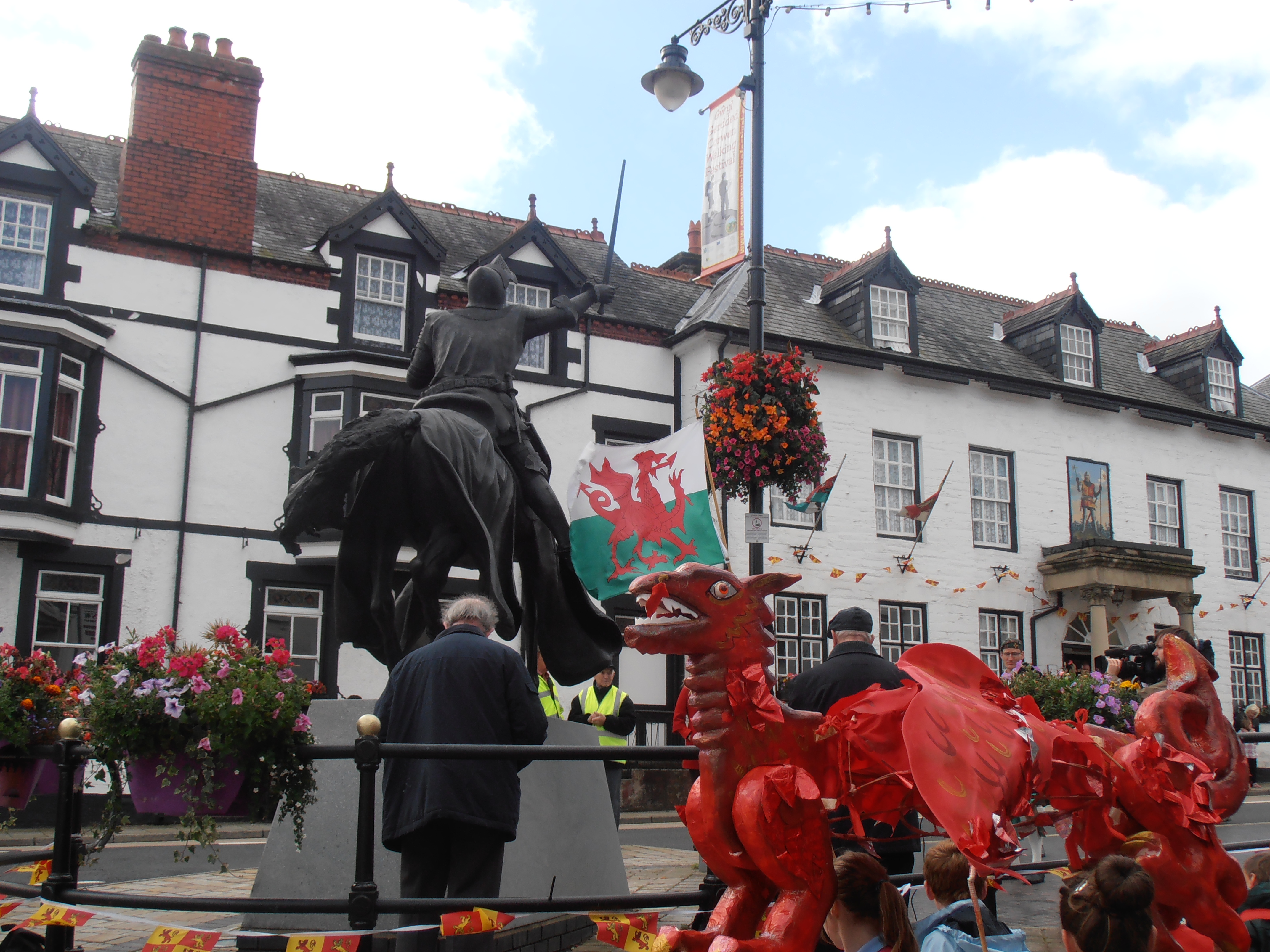
Corwen: la statua in bronzo raffigurante Owain Glyndŵr

Corwen (2.300 ab. ca.) è una cittadina con status di community del Galles nord-orientale, facente parte della contea del Denbighshire (e anticamente del Merionethshire/ Meirionnydd; contea cerimoniale: Clwyd) e situata ai piedi delle Berwyn Mountains e lungo il corso del fiume Dee
Storicamente, la località è legata indissolubilmente alla figura di Owain Glyndŵr, il nobile che si autoproclamò principe del Galles.

## Geografia fisica

### Collocazione
Corwen si trova a metà strada tra Bala e Llangollen (rispettivamente a nord-est della prima e ad ovest della seconda), a circa 20 km a sud/sud-ovest di Ruthin e ad est del parco nazionale di Snowdonia.

## Società

### Evoluzione demografica
Al censimento del 2012, Corwen contava una popolazione pari a 2.325 abitanti.

## Edifici e punti d'interesse

### Chiesa di San Mael e San Sulien
A Corwen si trova una chiesa che fu fondata nel corso del VI secolo dai santi bretoni Mael e Sulien. La struttura attuale risale tuttavia all'epoca normanna.

### Tenuta Rugh
Altro luogo interessante di Corwen è la Tenuta Rugh/ Rûg.
Annessa alla tenuta è Capel Rûg, una cappella costruita nel 1637 da William Salesbury.

### Statua di Owain Glyndŵr
A Corwen si trova una statua in bronzo dedicata ad Owain Glyndŵr, che fu realizzata nel 2007.

## Sport
- Corwen Football Club, squadra di calcio fondata nel 1877[9]